# Barbora Markéta Eliášová
Barbora Markéta Eliášová (2. listopadu 1874 Jiříkovice – 27. dubna 1957 Praha) byla česká cestovatelka, spisovatelka a učitelka. V letech 1912–1929 vykonala čtyři cesty do Japonska a také do jižní Afriky, jihovýchodní Asie a Austrálie. Jako první Češka cestovala kolem světa.

## Život
Narodila se v obci Jiříkovice v domě č. 26 jako nemanželská dcera Apoleny Eliášové. Otec v matrice není uveden. Matka zemřela, když byly Barboře 4 roky. Byla pak vychovávána na obecní útraty. Místní učitel Jan Hudeček si všiml jejího nadání a povzbuzoval ji ve vzdělání. Na učitelovo doporučení odešla ve čtrnácti letech k bezdětné rodině do Brna, kde pracovala v textilní továrně. Zde třídila vlnu podle jakosti a po práci se učila německy. Pak získala místo služebné u německé herečky a její matky. Měla zde přístup k rozsáhlé knihovně a později se s herečkou a její matkou odstěhovala do Vídně, kde jí bylo umožněno chodit na kurzy angličtiny, němčiny a také základů obchodu.
Odjela do Prahy, kde ve firmě na parkety Otakara Skřivana vyřizovala německou a francouzskou korespondenci. Získala státní zkoušku z angličtiny, při níž se seznámila s univerzitním profesorem Václavem Emanuelem Mourkem a jeho anglickou manželkou. Bezdětní manželé ji podporovali v dalším vzdělávání a půjčili jí peníze na cestu do Anglie, kde si mohla zlepšit anglickou konverzaci. Při cestě navštívila s přítelkyní i Paříž a několik německých a švýcarských měst. Po návratu v roce 1904 začala angličtinu vyučovat v Praze na Vyšší dívčí škole, v Ženském výrobním spolku Elišky Krásnohorské a dávala i soukromé hodiny. Roku 1911 zemřel na otravu krve její snoubenec a v říjnu také profesor Mourek. Rozhodla se vzít si neplacenou roční dovolenou na cestu do Japonska. V červenci 1912 odjela nejdříve do Moskvy a pak Transsibiřskou magistrálou do Vladivostoku. Tři dny se pak plavila na parníku Simbirsk na japonský ostrov Honšú, kde vlakem cestovala do horského letoviska Karuizawa pod sopkou Asama nedaleko Nagana. Zde pracovala jako vychovatelka dvou dcer anglického profesora Lawrence z Tokijské university, jehož rodina se přátelila s paní Mourkovou. Dcery v Tokiu navštěvovaly klášterní školu The Sacred Heart, jejíž budovu postavil český architekt Jan Letzel. Společně podnikali výlety k buddhistickým chrámům. Když se rodina na konci léta vrátila do Tokia, Barbora Eliášová se po 14 dnech ubytovala v tokijském rodinném hotelu Imaširokan a začala vyučovat angličtinu na škole pro poštovní úředníky. Anglické a americké dámy zase vyučovala francouzštinu a němčinu. Ve volném čase se zajímala o aranžování květin, pěstování bonsají, čajový obřad nebo tradiční techniku barvení tkanin. Jako první Evropanka absolvovala kurz ikebany. Naučila se japonštinu, začala nosit kimono, jedla hůlkami a do značné míry si osvojila japonský způsob života. Zpět do Evropy se vydala na lodi Korea přes Havajské ostrovy a San Francisco. Zde byla na pět dní zadržena pro podezření ze špionáže pro Japonsko. Pak pokračovala vlakem přes Oakland, Chicago a Buffalo do New Yorku. Odtamtud se plavila přes Island do německého Cuxhavenu. V roce 1915 na vlastní náklady vydala knihu Rok života mezi Japonci a kolem zeměkoule.
V roce 1920 Eliášová odjela znovu do Japonska přes Suezský průplav, navštívila Indii, Malajský poloostrov a Čínu. V Japonsku ve školách přednášela o novém Československu a psala do časopisů. Jako koncipientka pracovala na nově zřízené československé ambasádě v Tokiu, kterou vedl diplomat Karel Pergler. Pergler měl konfliktní vztahy s ministrem zahraničí Edvardem Benešem, kterému Eliášová podávala o práci ambasády zprávy. Nakonec byla odvolána a v roce 1921 předčasně penzionována. Vrátila se přes Seattle a New York domů. Z kanceláře prezidenta T. G. Masaryka obdržela za svou práci děkovný dopis. Své zkušenosti a zákulisí československé diplomacie popsala v knize Pod Karlem Perglerem: Rok života na československém vyslanectví v Japonsku.
| „                          | A teď, když chodila jsem po několik dní pod těmito růžovými oblaky, často unavena, ale velikou a dosud neznámou radostí vzrušena a unášena, mezi lidmi, kteří byli zcela jiní než já, ale ke mně tak milí a dobří, tu napadlo mně zcela určitě a jasně: Ano, proto šla jsem kraj světa! – a zdálo se mi, že by bez těchto velikých krás můj život byl nesmírně prostý a prázdný. | “ |
| — Barbora Markéta Eliášová | |   |

Roku 1923 odjela do Japonska potřetí. Vydala se na lodi Trieste z Brindisi do Port Saidu, navštívila egyptské pyramidy v Gíze a Suezským průplavem pokračovala přes Aden, Indickým oceánem do Kolomba na Cejlonu a dále přes Singapur, Hongkong a Šanghaj. Odtud pak japonskou lodí Jamašito Maru plula do Nagasaki a Jokohamy.

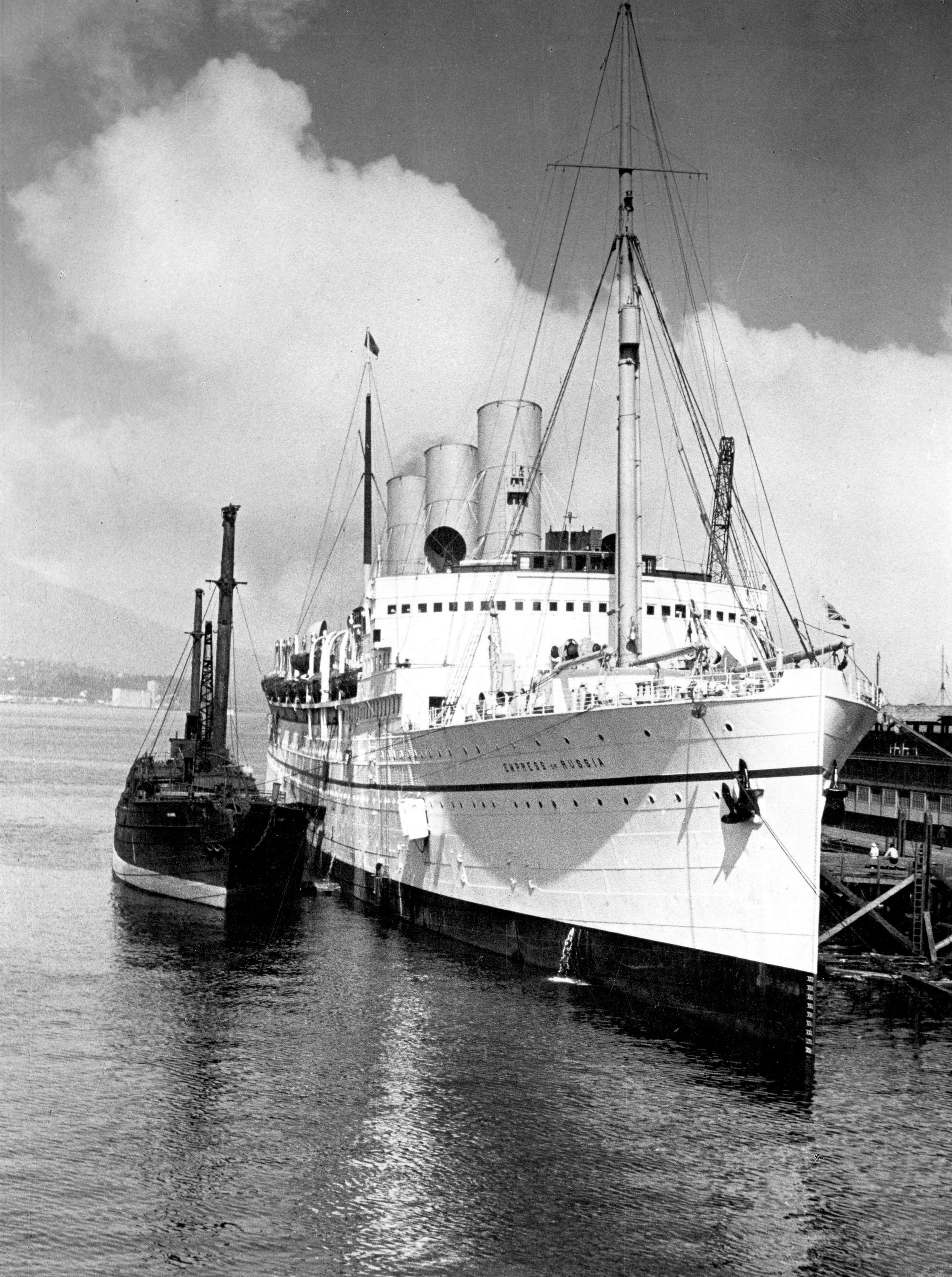
Parník Empress of Russia

1. září 1923 nastalo velké zemětřesení v oblasti Kantó, při němž málem přišla o život a ztratila veškerý svůj majetek. Při katastrofě zemřelo přes 100.000 obyvatel. Vydala se pěšky na třídenní cestu z Jokohamy do přístavu Kóbe, přičemž byla zcela odkázána na pomoc místních lidí. Československá ambasáda jí dala šaty a náhradní cestovní pas. 10. října 1923 vyplula na parníku Empress of Russia do Vancouveru a pak vlakem přes Chicago a New York, kdy přežila srážku rychlíku s nákladním vlakem. Na lodi George Washington se vrátila do Evropy. Tento pobyt v Japonsku popsala v knize V Japonsku v dobách dobrých i zlých. Začala přednášet po celé republice a v rozhlase. V Roztokách u Prahy si v Jungmannově ulici koupila dům č. 213. Na zdejším Tyršově náměstí pak nechala vysadit růžové sakury. (V roce 1924 si také japanolog a cestovatel Joe Hloucha v Roztokách dal upravit vilu Sakuru v japonském stylu pro své sbírky.)
V srpnu 1925 se Eliášová do Asie vydala počtvrté díky stipendiu od Ministerstva školství a České akademie věd a umění v hodnotě 6 000 Kč. Původně se chystala opět do Japonska, ovšem během cesty se rozhodla navštívit raději Austrálii. Vyplula z Rotterdamu lodí Patria přes Marseille, Port Said do Singapuru a na Jávu, kde strávila tři měsíce. Pak navštívila Bali a ze Surabaje odplula na lodi Moutoro do Austrálie. Odtud se na lodi Baradine vrátila přes Kapské Město a Kanárské ostrovy zpět do Evropy. O této třináctiměsíční cestě vydala knihu Rok na jižní polokouli.
Roku 1929 se vydala na poslední cestu do Japonska, na kterou od Edvarda Beneše obdržela 30 000 Kč. Při čtyřměsíčním putování navštívila i Koreu, Mandžusko a Sovětský svaz. Nenapsala o ní však žádný cestopis a její průběh tedy není známý.
V letech 1929–1939 pracovala na ministerstvu zahraničí, kde pro ministerské úředníky překládala články ze zahraničního tisku. Začala psát literaturu pro mládež a vydávala i japonské pohádky. Během 2. světové války se zapojila do odboje, kdy např. rozmnožovala ilegální letáky. V posledních letech života trpěla kloubním revmatismem a byla upoutána na invalidní vozík. Starala se o ni její studentka Eugenie Plíhalová, která i uspořádala část jejího archivu a byla vykonavatelkou její poslední vůle. Její písemná pozůstalost byla odkázána Náprstkovu muzeu. Zemřela ve svém bytě v Učitelském domě na Pankráci. Pohřbena je na Olšanských hřbitovech.

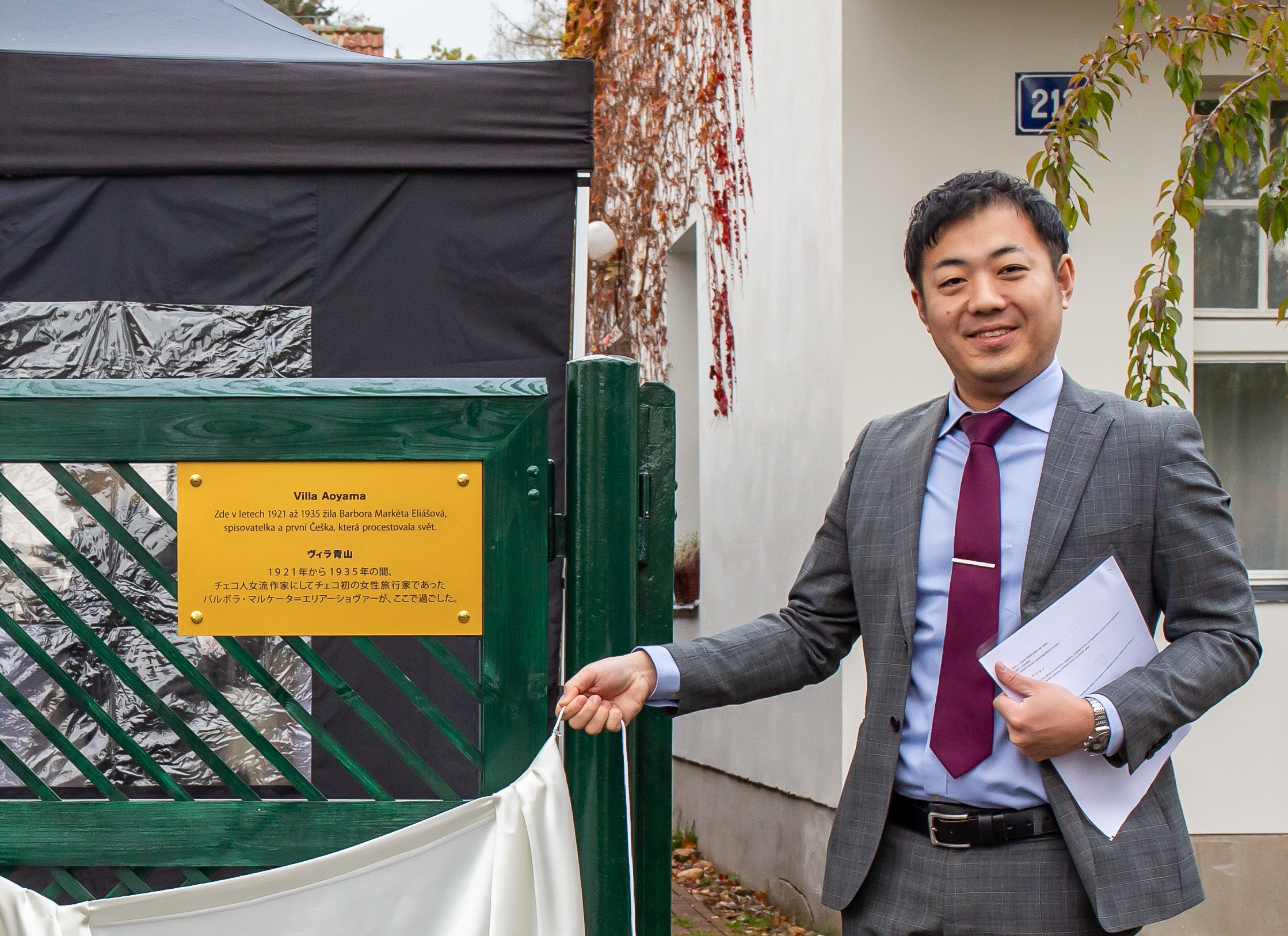
Zástupce japonského velvyslanectví Kei Onishi, ředitel kulturního a informačního centra při odhalení pamětní desky B. M. Eliášové na vile Aoyama v Roztokách

## Pocta
V roce 2003 jí byla v rodných Jiříkovicích odhalena pamětní deska v zasedací místnosti obecního úřadu. 
Dne 14. října 2009 byla vydána česká poštovní známka o rozměrech 40 × 23 mm s hodnotou 18 Kč, na které byla Barbora Markéta Eliášová vyobrazena v kimonu a na pozadí s japonskou horou Fudži.
V roce 2019 odhalil zástupce japonského velvyslanectví pan Kei Onishi pamětní desku na vile Aoyama, kde B. M. Eliášová v letech 1921–1935 bydlela.

## Dílo

### Cestopisy
- 1915 – Rok života mezi Japonci a kolem zeměkoule
- 1925 – Dcery Nipponu
- 1925 – V Japonsku v dobách dobrých i zlých: Jáva, Australie, Afrika
- 1928 – Rok na jižní polokouli
- 1929 – Pod Karlem Perglerem: Rok života na československém vyslanectví v Japonsku

### Beletrie
- 1922 – Namikosan (překlad knihy japonského autora Tokutomi Roky)
- 1922 – Z vlasti samurajů. Zkazky z Nipponu starého a nového
- 1924 – Japonské pohádky: Mukašibanaši
- 1934 – Na stříbrných křídlech mládí
- 1935 – Okénko do světa: povídky pro mládež
- 1937 – Letkyně Armila
- 1940 – Sunae a Kétai: Korejské děti
- 1941 – Huria hledá cestu do nebe...
- 1943 – Japonské pohádky
- 1944 – Hanako: Román moderní japonské dívky
- Na vlnách osudu (autobiografický román)

### Překlady
- 1922 – Kouzlo ladné postavy (Janet Lane)
- 1934 – Cesta ke štěstí a životnímu úspěchu (Paul Nyssens)
- 1935 – Namiko San (Kenjiró Tokutomi)

### Divadelní hra
- Haruko

### Učebnice
- 1909 – Cvičebnice anglického jazyka pro školy (Schválena ministerstvem jako učebnice pro školy.)[7]
- 1919 – First Reading Book
- 1920 – Second Reading Book